# Французи в Україні
Французи в Україні — національна меншина в Україні.
В першій половині XIX століття напружені відносини між Францією та Росією не вплинули негативно на переселенський процес, який продовжує розвиватися на півдні сучасної України.
Економічна привабливість регіону була одною з основних причин заселення іноземцями південних губерній.
В сучасних наукових працях відсутня повна картина заселення французами Північного Причорномор'я.
Відмітимо, що французи не селилися колоніями на цій території, як, наприклад, німці, шведи, болгари та інші.
Аристократи, наприклад, отримували окремі земельні наділи в різних частинах південних губерній України.
При цьому в таких угіддях могли працювати, як українські, так і російські селяни. Хоча вихідці з Франції використовували і вільнонайманих робітників. Французи розселялися в різних «куточках» Північного Причорномор'я. При цьому не було створено якоїсь певної системи їх розселення. Деяких спеціалістів переселяв російський уряд у певні райони, які були прийнятні для розвитку таких галузей господарства, як, наприклад, вівчарство або виноградарство.

## Одеська французька колонія
Серед тих, для кого Україна стала другою батьківщиною слід згадати Армана Еммануеля Софія-Септимані де Віньєро дю Плессі, графа де Шинона, п'ятого герцога Рішельє і де Фронсак, одеського градоначальника (1803—1805 рр.) та Новоросійського генерал-губернатора (1805—1814 рр.), який народився в Парижі, освіту здобув у Колегії в Плессі, заснованій прапрадідом кардиналом Ришельє, а після Французької революції 1789 року був змушений виїхати і перейти на російську військову службу. Наказом від 27 січня (8 лютого) 1803 року Рішельє було призначено на посаду градоначальника Одеси. Градоначальником Одеси (з 1803 року), а пізніше (з 1805 року) генерал-губернатором південних губерній стає Арман Еммануель де Ришельє, який був одним з активним ініціаторів переселення свої співвітчизників на територію Північного Причорномор'я.
Саме завдяки цьому відомому аристократу починається активна стадія переселення французів на південь сучасної України, яка ще розпочалася наприкінці XVIII століття.
Взагалі, особливістю розселення вихідців з Франції, які були задіяні в господарському освоєні регіону, було те, що вони заселяли прибережну зону.
Це було обумовлено тим, що на ця територія була прийнятна для розвитку вівчарства та виноградарства. Саме в цих галузях французи були професіоналами.
В зазначений період відомий комерції радник Вільгельмін Рув'є стає власником острова Тендра, де він разом зі своїм племінником Рене Осипочивем Вассалом займається розведенням мериносів.
Він же володів землями острова Джарилгач, де також займався розведенням цих тварин.
Вільгельмін Рув'є уцей період стає одним із заможних власників земельних ділянок, де він займався розведенням овець.
Великим землевласником стає херсонський губернатор Карл Сент-Прі, який отримав у Дніпровському повіті земельні наділи.
В свою чергу в 1804 році капітан Купе, який знаходився на службі у Російській імперії, отримує земельні наділи в Ольвопольскому повіті Херсонської губернії.
У 1820 році біля кримського містечка Фундуклі заснував невелике поселення француз Л.Мілло.
У той же період керівник ліонської фірми пані Жакмар займалася вирощуванням виноградників в Компельській долині на території Кримського півострова.
Велику роль у вирощуванні різних видів вищих рослин відіграв Карл Десмет, який в 1818 році був запрошений Арман Еммануель де Ришельє, у розвитку садівництва в Одесі.
В Одесі займаються комерційними операціями І.Рено та Шарль Сікар.
В 1803 році започатковують свої комерційні фірми Бернер, Фурньє, д'Епіне, Морсіі, Шалле, Декарро, Веларі, Арно та інші купці.
Таким чином, Одеса починає перетворюватися в центр французької еміграції в першій чверті XIX століття.
В 20-х роках Карл Дерешемон отримав земельний наділ в селі Юношівка Одеського повіту Херсонської губернії.
Також в одеському порту активно діяли відомі купці, які були записані до 1, 2 та 3 гільдії: Рено, Сікар, Шалле, Андре, Лоде та інші.
Землі в селі Ново-Єгоровка Херсонського повіту отримує офіцер французького походження Делакур у 1832 році.
У 40-х та на початку 50-х років XIX століття процес заселення стає більш активним, що призводить до розширення ареалу розселення французів на території Північного Причорномор'я.
В цей період основним місцем перебування даної етнічної групи залишається саме Одеса, яка є центром всієї чорноморської торгівлі.
Адольф Герме стає головним майстром місцевого заводу, переселяючись в Одесу в 1842—1844 роках.
В ці ж роки до Одеси приїжджають Луї Тальберм, Луї Кампе, Луї Констань, Альфонс Шапелан, Наполеон Людвиг Ленгле, Карл Роберт, Луї Форкаті та інші .
В 1850 році до них приєднуються Лолерен, Даго, Дезере, Кул'є, Беро, Боне, які були зайняті в різних промислових галузях міста.
Окремо переселялися французькі негоціанти та купці, які були зацікавлені в налагоджені торгових відносин з Російською імперією саме через чорноморські порти.
В результаті, в 40-х роках було засновано такі французькі комерційні фірми, як «Раве и К» та «Де-Булле», які активно проводили торгові операції саме в Одесі.
В одній тільки Одесі формується чисельна діаспора французів, які намагалися знайти собі роботу в цьому портовому місті.
Отже, в цей час продовжується збільшуватися земельний фонд французьких емігрантів, які стають великими землевласниками на території Таврійської та Херсонської губерній.
У власності Рене Осиповича Вассала та його синів (Олександр та Євгеній) знаходилися землі села Софіївка.
Землі хутора Минай (частина сіл Катеринівка та Бехтери) знаходилися у власності першої дружини П'єра Марі В. А. Бонфорт.
Іншим відомим французьким дворянином, якого революція змусила залишити свою батьківщину був Олександр Федорович (Людовик-Олександр-Андро) Ланжерон (13.01.1763 — 16.07.1831 рр.)
В історію чорноморського флоту навіки вписав своє ім'я Жан-Батист (Іван Іванович) де Траверсе, нащадок старовинного французького роду Прево де Сансак. Залишити свою вітчизну, маркіза де Траверсе, як і багатьох інших представників вищого дворянства, змусив революційний терор у роки Французької революції. За запрошенням російської імператриці Катерини II, він очолив галерний флот на Балтиці; за Павла I, у чині віце-адмірала, бився проти англо-шведського флоту; за Александра I, протягом семи років командував Чорноморським флотом; а у 1811 році став військово-морським міністром Російської імперії.

## Волинські французи
На початку ХІХ століття французькі майстри долучилися до становлення порцелянового виробництва в Україні, а саме на Волині. Однією з найстаріших порцелянових фабрик вважається Корецька, закладена князем Йосипом Чарторийським у 1783 році. З 1804 — по 1815 роки фабрику очолював француз Мероль (Merault), який спільно з іншими майстрами прибув із міста Севр.
Працювали французькі майстри порцеляни також в Городниці за двадцять п'ять кілометрів від Корця та в Межигір'ї поблизу Києва.
Знаним на Волині на межі ХІХ-ХХ століть став Заславський механічний чавунно-мідний ливарний завод, що належав французу Л. А. Кіршнеру, а був зведений на землях князя Романа Даміана Санґушка, поблизу станції Шепетівка. Завод спеціалізувався на виготовленні машинного устаткування для цукрових заводів, ґуралень, пивоварень, маслобоєн і лісопилень, оснащення для парових, вітряних і водяних млинів, робітники навіть бралися за збір сільськогосподарських машин за кресленнями замовника і т.д

## В Кам'янці-Подільському
Численна група французів (тридцять дві особи, сім сімей) прибула в Україну в 1832 році. Вони прямували до однієї з одеських колоній, проте через нестачу коштів на дорогу, продовольство, фураж, теплий одяг змушені були залишитися в Кам'янці і жебракувати. Переселенці опинилися в складній ситуації, оскільки прибули в Російську імперію без запрошення і тому не мали права на будь-яку державну підтримку. Однак Подільський цивільний губернатор забезпечив їх усім необхідним для продовження подорожі. Цікаво, що самі емігранти висловили бажання залишитися на десять років на правах колоністів в маєтку місцевого поміщика Г. Садовського. При укладанні контракту французам була надана суттєва юридична допомога.

## У промисловості
Французький капітал приваблювала і кам'яновугільна промисловість в Україні. Так, у 1873 році на території Донецького кряжу французи створюють «Гірниче і промислове товариство на півдні Росії», яке скуповує та орендує вугільні родовища у місцевих поміщиків і селян в районі станції Івзово. У 1900 році частка капіталу складала 94,2 % усього вуглевидобутку. Зі створенням Донецько-Придністровського індустріального комплексу після запуску Катеринославської магістралі французький капітал проникає в залізно-рудну галузь. Наприклад, у цей період розпочинає свою діяльність французьке Товариство криворізьких залізних руд. Приблизно в той самий час французький капітал проникає і в українську ливарну промисловість.